# Literatura de terror

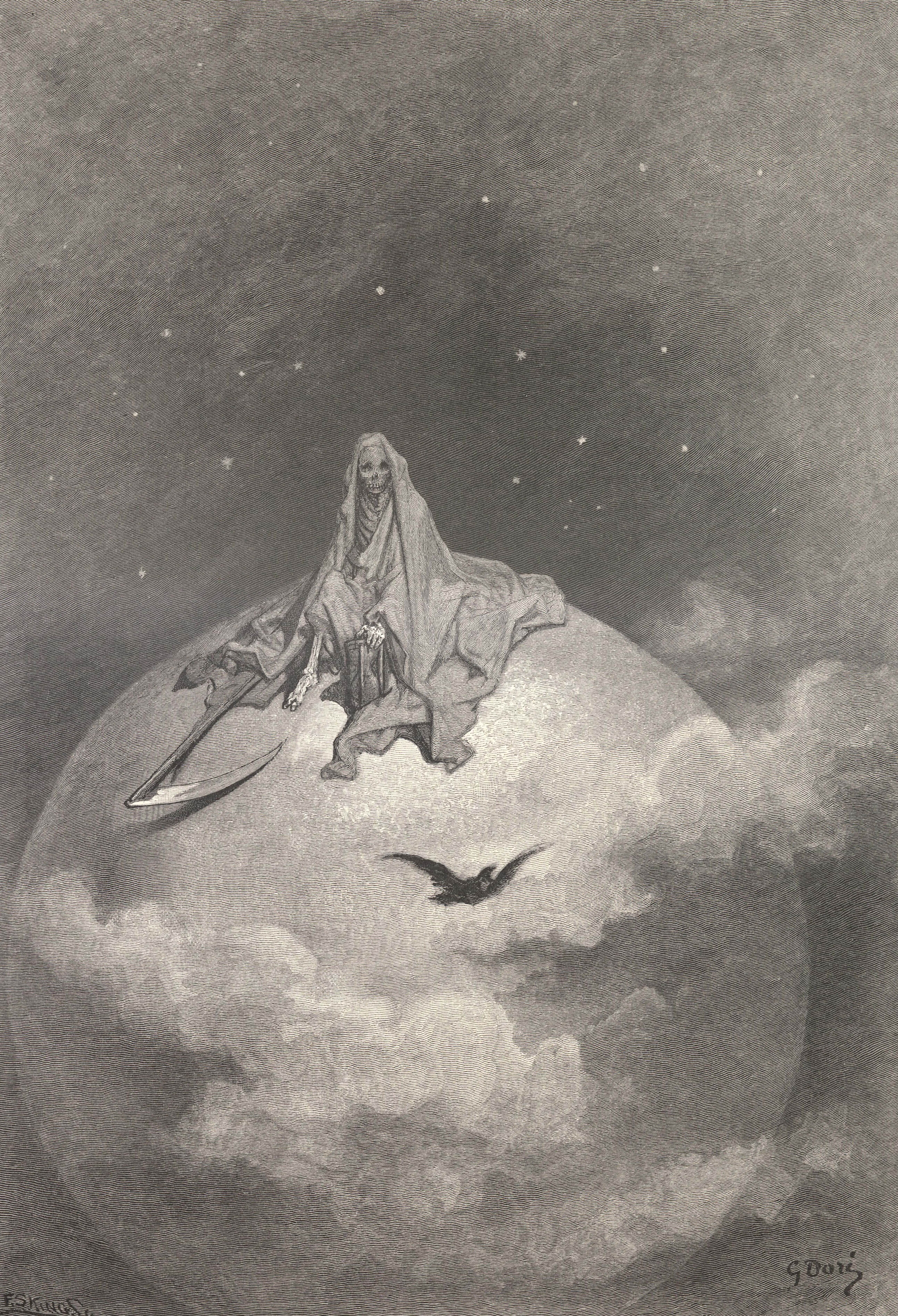
Una il·lustració a l'obra de Poe El Corb per Gustave Doré.

La Literatura de terror és un gènere de ficció que pretén o té la capacitat d'espantar, causar por o aterrir els seus lectors o espectadors en induir sentiments d'horror i terror. L'historiador literari JA Cuddon ha definit la història de terror com «una ficció en prosa de longitud variable... que sacseja o també espanta el lector, o potser indueix una sensació de repulsió o aversió». Crea una atmosfera misteriosa i aterridora. L'horror pot ésser sobrenatural o no sobrenatural. Sovint, l'amenaça central d'una obra de ficció de terror pot interpretar-se com una metàfora dels grans temors d'una societat.

## Diferència entre horror, terror i repulsió
Alguns teòrics distingeixen entre l'horror i el terror afirmant que el primer provoca sensacions físiques i el segon idees i especulacions en l'audiència o persona a qui li succeeix. L'autor Noël Carroll en el seu llibre The Philosophy of Horror comenta: 
| « | Existeix la temptació de seguir l'exemple dels defensors de la ciència-ficció i de marcar una distinció entre el gènere de l'horror i els altres gèneres argumentant que les novel·les, contes, pel·lícules, obres de teatre, etc. d'horror es caracteritzen per la presència de monstres. Per als nostres propòsits, els monstres poden ser de qualsevol origen, ja sigui sobrenatural o ciència de ficció (creació humana). | » |

Nöel Carroll distingeix entre l'horror i el terror prenent en compte especialment una característica: la presència d'un monstre. L'horror, sempre inclou a una criatura que transgredeix d'una certa manera les regles o convencions del món diegètic en el qual és situat. Mentre que el terror no necessita un monstre, pot ser un humà el responsable dels fets que ens aterreixen.
Al 1826, la novel·lista gòtica Ann Radcliffe va publicar un assaig que distingia dos elements de la ficció de terror, terror i horror. Mentre que el terror és un sentiment de temor que té lloc abans que succeeixi un esdeveniment, l'horror és un sentiment de repulsió o fàstic després que un esdeveniment hagi succeït. Radcliffe descriu terror com aquell que «expandeix l'ànima i desperta les facultats a un alt grau de la vida», mentre que l'horror es descriu com el fet que les «congela i quasi les anihila».
Stephen King explica que les obres del gènere de l'horror poden funcionar en tres nivells. Els primers dos nivells són l'horror - causa sensacions físiques - i el terror, que té més que veure amb idees i especulació, sense tenir cap cosa segura a la qué tenir por. En un principi, King en el primer capítol "October 4, 1957, An Invitation to Dance» del seu llibre Danse Macabre denomina als nivells d'aquesta forma, «gross-out» i «Dance level», però en el segon capítol «Tales of the Hook» s'adscriu a la terminologia usual d'horror i terror. El seu tercer nivell és la repulsió. Aquesta és el nivell més baix del gènere de l'horror, on hi ha massa sang i trossos de cossos humans. King no proporciona una definició precisa, sinó que exemplifica amb pel·lícules i novel·les que d'acord amb ell es desenvolupen en el tercer nivell del gènere de l'horror. Un dels seus exemples és «Foul Play» de The Crypt of Terror, historia on Herbie Satten, un pitcher, és castigat brutalment per la comunitat per haver enverinat a un altre jugador. Al final de la història és evident que es desenvolupa en el tercer nivell del gènere de l'horror, ja que l'últim partit es juga amb el cadàver del pitcher:
| « | El batedor es troba de peu sobre la caixa de batuda i en lloc de practicar un bat de Louisville, ell utilitza una de les cames d'Herbie. El llançador està sostenint un cap humà grotescament mutilat i preparant-se per llançar-ho. El cap, del qual li penja un ull des del seu nervi òptic, es veu com si ja hagués estat utilitzat per a un parell de quadrangulars [...]. | » |

## Història
El gènere de l'horror té orígens antics amb arrels en el folklore i les tradicions religioses, centrant-se en la mort, la vida futura, el mal, el demoníac i el principi de l'encarnació en la persona. Aquestes es van manifestar en històries d'éssers com ara bruixeria, vampirs, homes llop i fantasmes.
Des que existeix l'ésser humà existeix la por, un dels sentiments més forts i, per tant, l'horror i el terror. D'acord amb H.P. Lovecraft: «La por és una de les emocions més antigues i poderoses de la humanitat, i la por més antiga i poderosa és el temor a allò desconegut». Al primer capítol del seu llibre The Supernatural Horror in Literature, Lovecraft explica que allò desconegut era per als nostres avantpassats una gran amenaça, ja que fenòmens com els climàtics, els quals no entenien, els podien ocasionar grans desgràcies. Per aquesta raó, allò desconegut es va tornar, en paraules de Lovecraft: «una font terrible i omnipotent de desgràcies i de benediccions que assotaven a la humanitat per motius tan inescrutables com absolutament extraterrenals».

### Antiga Grècia i Roma

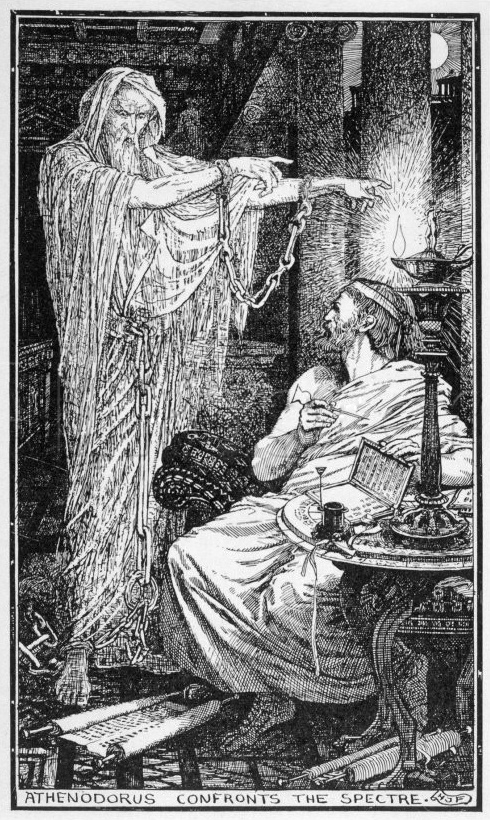
Atenodor Cananita i el fantasma (Henry Justice Ford, c.1900)

La ficció de terror europea es va establir a través d'obres dels antics grecs i els antics romans. A la mitologia grega, Prometeu era un tità que va ser la inspiració per al títol de Frankenstein o el Prometeu modern. La primera aparició de Prometeu coneguda està en la Teogonia d'Hesíode. Tanmateix, la història de Frankenstein es va influir molt més en la història d'Hipòlit. Asclepi va reviure a Hipòlit de la mort. Eurípides va escriure obres basades en la història, d'Hipòlit.
Les vides dels nobles grecs i romans: Cimon de Plutarc descriu l'esperit de l'assassí, Damon, que ell mateix va ser assassinat en una casa de bany a Queronea. Plini el Jove descriu a Atenodor Cananita que van comprar una casa embruixada a Atenes. Atenodor estava recelós, ja que la casa era econòmica. Mentre Atenodor escriu un llibre de filosofia, és visitat per una aparició lligada en cadenes. La figura desapareix al pati; l'endemà, els magistrats caven en el pati fins a trobar una fossa no marcada.

### Edat mitjana

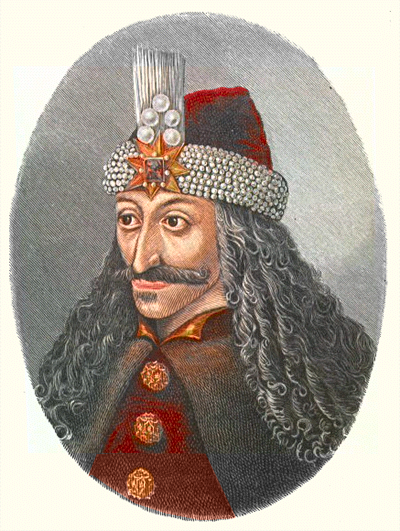
Vlad Țepeș.

L'establiment del cristianisme a Roma confirmat per l'Edicte de Milà l'any 313, va revolucionar el paisatge religiós d'Europa. El catolicisme romà va sorgir a través de massacres] de no creients, pagans, heretges i seguidors de la mitologia romana. La revolta dels gots, els creients germànics del paganisme gòtic, els va guanyar una reputació entre diversos escriptors prematurs i els seus textos, com ara Scriptores Historiae Augustae, Vita Gallienii. El primer enregistrament d'una acusació oficial de satanisme per part dels catòlics romans va tenir lloc a Tolosa de Llenguadoc el 1022 contra un parell de clergues. Les històries d'home llop van créixer en popularitat en la literatura francesa de la França medieval. Marie de France va escriure un dels seus dotze lais com una història d'home llop titulada Bisclavret.
La comtessa Yolande va encarregar una història d'home llop titulada Guillaume de Palerme. Escriptors anònims van escriure també dues històries d'home llop, Biclarel i Pigarg. Gran part de la ficció d'horror es va derivar dels rostres més cruels de la història mundial, particularment dels que van viure en el segle xv. Dràcula es remunta al príncep de Valàquia Vlad Țepeș, els presumptes crims de guerra del qual van ser publicats en fullets alemanys a la fi del segle xv, el fullet de 1499 publicat per Markus Ayrer és el més notable dels seus gravats en fusta. «La vampiressa» és deriva de la noble i assassina a la vida real Elizabeth Bathory, aquesta va contribuir en la cultura popular a l'aparició de la ficció de terror en el segle xviii, com també, per exemple, László Turóczi en el seu llibre de 1729, Història tragica

### Gòtic
Un altre dels antecedents d'aquest gènere el podem trobar en la novel·la gòtica, el qual es va iniciar amb la novel·la d'Horace Walpole The Castle of Otranto. Aquest gènere és tan proper al de l'horror que alguns autors, com H.P. Lovecraft, fins i tot ho consideren l'inici del gènere, aquest autor enumera les convencions gòtiques respecte a personatges i llocs d'aquesta manera:
| « | Els elements constitutius de les novel·les gòtiques són: el castell antic, amb grans jardins i indrets desolats, catacumbes ocultes i una multitud de fantasmes, cadascun amb les seves pròpies característiques que produeixen por. A més a més, les novel·les gòtiques presenten el tirànic i malvat noble com vilà; la delicada i fràgil donzella en el paper d'heroïna, que és testimoni de la més gran quantitat d'esdeveniments horrífics i amb la qual els lectors s'identifiquen i simpatitzen; el gloriós i valent heroi, sempre de família noble però usualment disfressat com a plebeu; la convenció d'atorgar noms estrangers -usualment d'origen italià- als personatges; i tota una sèrie d'elements estranys [...]. | » |

### Època Victoriana
Les convencions gòtiques, abans esmentades són importants perquè algunes d'elles es troben presents en un altre dels antecedents del terror: els textos escrits durant l'època victoriana. En aquests textos es va suscitar un canvi respecte als llocs on es portava a terme la història d'horror. A l'article Introduction to Victorian Gothic, de Charlotte Barrett, llegim: 
| « | Durant l'època victoriana, es van deixar d'escriure obres gòtiques com a tal, tanmateix, les convencions gòtiques utilitzades durant l'inici del segle xviii van ser modificades per utilitzar-se a la fi de segle xix. Com a exemple, diverses convencions gòtiques utilitzades en la novel·la Els misteris d'Udolfo escrita per Ann Radcliffe es van reprendre en les obres literàries de finals del segle xix. Algunes d'aquestes convencions van ser: el terror psicològic i físic; el sobrenatural, la bogeria i les malediccions heretades dels avantpassats. | » |

### L'inici del gènere: Frankenstein

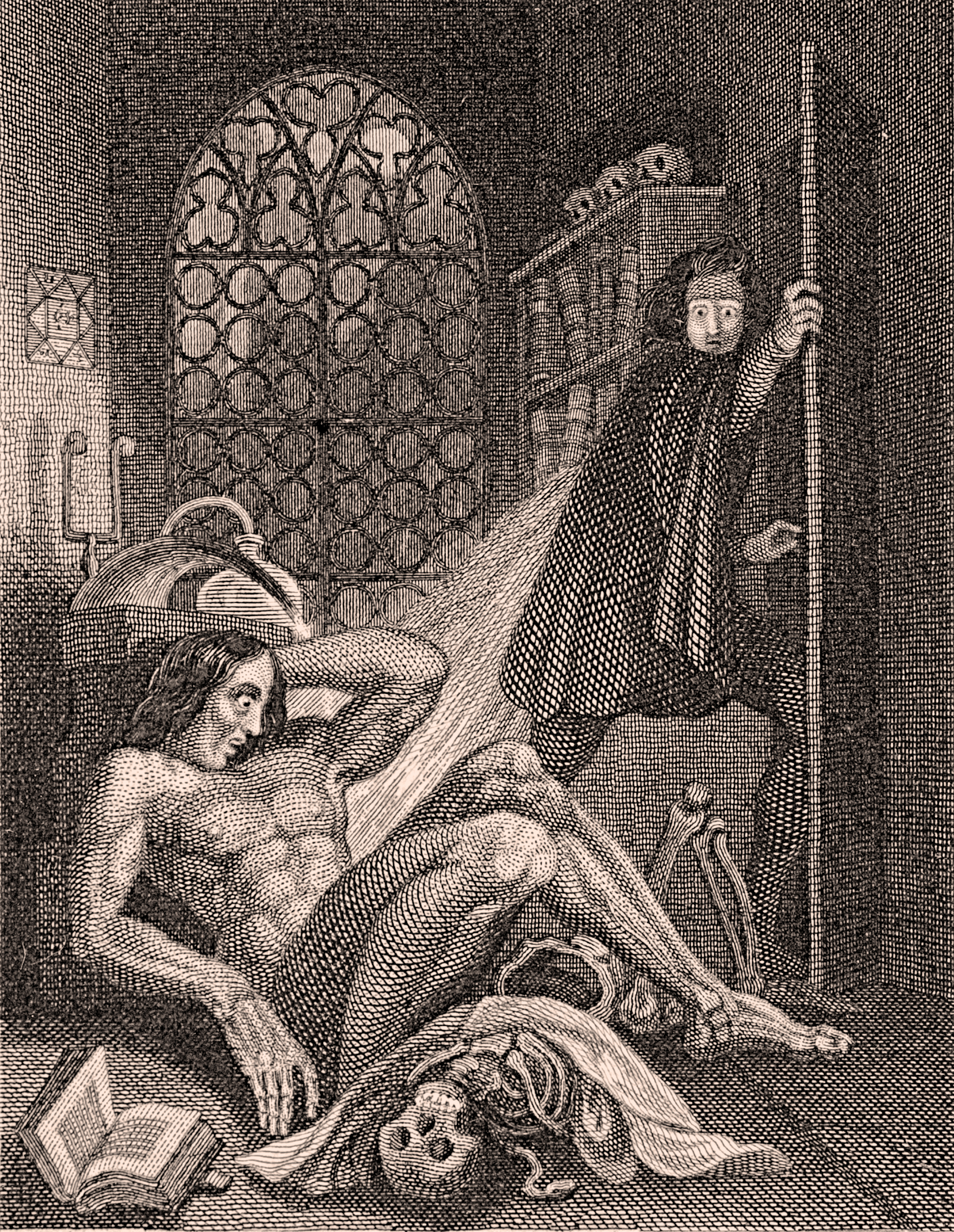
Il·lustració de l'edició de Frankenstein de 1831

Encara es pot trobar convencions gòtiques, com les esmentades tant per Lovecraft com per Barrett, en textos ja considerats com a part del gènere de terror, el que contribueix a què sigui tan difícil saber on comença el terror i on acaba el gòtic. Noël Carroll parla d'una obra en específic amb la que ell creu que es va iniciar el gènere del terror: Frankenstein.
Després de parlar de la novel·la gòtica, Lovecraft esmenta alguns autors que considera importants per a la història del gènere de terror. Entre ells hi és Théophile Gautier, a l'obra del qual es troba, d'acord amb Lovecraft, «la percepció distorsionada, autènticament francesa, del món; i el misteri fantasmagòric, que encara que no sempre s'utilitza, pot ser reconegut com alguna cosa innovadora i profunda». Un altre nom important és el d'Edgar Allan Poe. Lovecraft explica que durant la dècada dels anys trenta del segle xix els contes cobren una gran popularitat, tant en el vell continent com en el nou i considera que la popularitat adquirida és deguda en gran part a Edgar Allan Poe; en el capítol set de Supernatural Horror in Literature es pot llegir: «Els americans tenim la bona sort de poder reclamar com propi aquest despertar, ja que va estar encarnat en la figura del nostre més il·lustre i desventurat compatriota, Edgar Allan Poe».

### Segle XX
El gènere de terror ha tingut cicles de popularitat, segons Stephen King, aquests es donen cada deu o vint anys. En el seu llibre Danse Macabre es llegeix: «Aquests períodes semblen sempre coincidir amb períodes de desequilibri econòmic i polític; els llibres i pel·lícules semblen reflectir aquestes inquietuds que floten lliurement -a falta d'un millor terme- que acompanyen aquests períodes de tensió, greus però no mortals». King assenyala que un d'aquests períodes de popularitat es va donar durant la dècada dels trenta amb el sorgiment dels "Shudder Pulps", còmics que incloïen escenes violentes i també de tortura. Segons King, una dècada més tard i fins aproximadament 1955 realment hi va haver poques obres del gènere, tanmateix això no significa que no es van produir obres de qualitat com: The Incredible Shrinking Mande Richard Matheson i Edge of Running Water de William Sloane. Aquestes novel·les van tenir com a funció impedir que el públic oblidés l'existència del gènere de terror. Va ser al voltant de 1955 quan el gènere del terror va retornar a escena amb la seva aparició a la televisió, i això li va assegurar popularitat i guanys per als creadors de la companyia nomenada American International Pictures.

### Termes alternatius
Alguns escriptors de ficció normalment classificats com de «terror», tanmateix, no els agrada el terme, el consideren massa esgarrifòs. En lloc seu, usen els termes fantasia fosca o fantasia gòtica per al terror sobrenatural, o «thriller psicològic» per al terror no sobrenatural.